# Catedral del Sagrado Corazón (Bathurst)
La catedral de Santiago (en inglés: Sacred Heart Cathedral ; en francés: Cathédrale du Sacré-Cœur) es el nombre que recibe un edificio religioso que pertenece a la Iglesia católica y funciona como la catedral en Bathurst, provincia de Nuevo Brunswick, al este de Canadá. Es la catedral de la diócesis de Bathurst.
La parroquia fue fundada en 1881. El de 8 de noviembre de 1886 se produjo la bendición de la primera piedra de la nueva construcción. Al principio se habló de una iglesia de madera, pero más tarde la propuesta de una iglesia de piedra apareció y se hizo más popular. Se convirtió en una catedral en 1938 cuando la diócesis de Chatham fue trasladado a Bathurst.
Las vidrieras fueron producidos por P. J. O'Shea Co. de Montreal. La catedral fue designado un lugar histórico de la ciudad de Bathurst el 19 de diciembre de 2005.